# أورانجبورغ
أورانجبورغ (كارولاينا الجنوبية) (بالإنجليزية: Orangeburg, South Carolina)‏ هي مدينة تقع في الولايات المتحدة في مقاطعة أورانجبورغ (كارولاينا الجنوبية).  يقدر عدد سكانها بـ 13,964 نسمة ومساحتها 21.5 كم2  وترتفع عن سطح البحر 74.676 متر.

## التركيبة السكانية
حدّد مكتب تعداد الولايات المتحدة بيانات التركيبة السكانية لأورانجبورغ في تعداد الولايات المتحدة. في ما يلي، التركيبة السكانية حسب تعدادي 2000 و2010.

### تعداد عام 2000
بلغ عدد سكان أورانجبورغ 12,765 نسمة بحسب تعداد عام 2000، وبلغ عدد الأسر 4,512 أسرة وعدد العائلات 2,527 عائلة مقيمة في المدينة. في حين سجلت الكثافة السكانية 546.7 نسمة لكل كيلومتر مربع (1,415.9/ميل2). وبلغ عدد الوحدات السكنية 5,168 وحدة بمتوسط كثافة قدره 221.3 لكل كيلومتر مربع (573.2/ميل2).
وتوزع التركيب العرقي للمدينة بنسبة 29.78% من البيض و67.51% من الأمريكيين الأفارقة و0.13% من الأمريكيين الأصليين و1.14% من الأمريكيين ذوي الأصول الآسيوية و0.04% من سكان جزر المحيط الهادئ و0.79% من الأعراق الأخرى و0.61% من عرقين مختلطين أو أكثر و1.29% من الهسبانيون أو اللاتينيون من أي عرق.
بلغ عدد الأسر 4,512 أسرة كانت نسبة 27.9% منها لديها أطفال تحت سن الثامنة عشر تعيش معهم، وبلغت نسبة الأزواج القاطنين مع بعضهم البعض 33.5% من أصل المجموع الكلي للأسر، ونسبة 18.8% من الأسر كان لديها معيلات من الإناث دون وجود شريك،  بينما كانت نسبة 3.7% من الأسر لديها معيلون من الذكور دون وجود شريكة وكانت نسبة 44% من غير العائلات. تألفت نسبة 35.2% من أصل جميع الأسر من عدة أفراد يعيشون في نفس المنزل ونسبة 13.1% كانت تتألف من شخص يعيش بمفرده يبلغ من العمر 65 عاماً أو أكثر. وبلغ متوسط حجم الأسرة المعيشية 2.23، أما متوسط حجم العائلات فبلغ 2.88.
بلغ العمر الوسطي للسكان 27.7 عاماً. وكانت نسبة 17.4% من القاطنين تحت سن الثامنة عشر، وكانت نسبة 10.6% بين الثامنة عشر والرابعة والعشرين عاماً، ونسبة 20.5% كانت واقعةً في الفئة العمرية ما بين الخامسة والعشرين والرابعة والأربعين عاماً، ونسبة 17.1% كانت ما بين الخامسة والأربعين والرابعة والستين، ونسبة 13.1% كانت ضمن فئة الخامسة والستين عاماً فما فوق. يوجد لكل 100 أنثى 83.9 ذكر، ويوجد لكل 100 أنثى في الثامنة عشر من عمرها فما فوق 78.3 ذكر.
بلغ متوسط دخل الأسرة في المدينة 25,613 دولارًا، أما متوسط دخل العائلة فبلغ 31,506 دولارًا. وكان متوسط دخل الذكور 26,875 دولارًا مقابل 19,937 دولارًا للإناث. وسجل دخل الفرد الخاص بالمدينة 11,660 دولارًا. وكانت نسبة 22.6% من العائلات ونسبة 30.3% من السكان تحت خط الفقر، وكان من هؤلاء نسبة 42% تحت سن الثامنة عشر ونسبة 19.4% في الخامسة والستين من العمر وما فوق.

### تعداد عام 2010
بلغ عدد سكان أورانجبورغ 13,964 نسمة بحسب تعداد عام 2010، وبلغ عدد الأسر 4,945 أسرة وعدد العائلات 2,777 عائلة مقيمة في المدينة. في حين سجلت الكثافة السكانية 598 نسمة لكل كيلومتر مربع (1,548.8/ميل2). وبلغ عدد الوحدات السكنية 5,795 وحدة بمتوسط كثافة قدره 248.2 لكل كيلومتر مربع (642.8/ميل2).
وتوزع التركيب العرقي للمدينة بنسبة 21.32% من البيض و75.04% من الأمريكيين الأفارقة و0.18% من الأمريكيين الأصليين و1.65% من الأمريكيين ذوي الأصول الآسيوية و0.05% من سكان جزر المحيط الهادئ و0.67% من الأعراق الأخرى و1.09% من عرقين مختلطين أو أكثر و1.90% من الهسبانيون أو اللاتينيون من أي عرق.
بلغ عدد الأسر 4,945 أسرة كانت نسبة 29.8% منها لديها أطفال تحت سن الثامنة عشر تعيش معهم، وبلغت نسبة الأزواج القاطنين مع بعضهم البعض 26.7% من أصل المجموع الكلي للأسر، ونسبة 24.6% من الأسر كان لديها معيلات من الإناث دون وجود شريك،  بينما كانت نسبة 4.9% من الأسر لديها معيلون من الذكور دون وجود شريكة وكانت نسبة 43.8% من غير العائلات. تألفت نسبة 35.8% من أصل جميع الأسر من عدة أفراد يعيشون في نفس المنزل ونسبة 12.9% كانت تتألف من شخص يعيش بمفرده يبلغ من العمر 65 عاماً أو أكثر. وبلغ متوسط حجم الأسرة المعيشية 2.27، أما متوسط حجم العائلات فبلغ 2.94.
بلغ العمر الوسطي للسكان 28.8 عاماً. وكانت نسبة 18.9% من القاطنين تحت سن الثامنة عشر، وكانت نسبة 25.7% بين الثامنة عشر والرابعة والعشرين عاماً، ونسبة 20.7% كانت واقعةً في الفئة العمرية ما بين الخامسة والعشرين والرابعة والأربعين عاماً، ونسبة 20.5% كانت ما بين الخامسة والأربعين والرابعة والستين، ونسبة 14.2% كانت ضمن فئة الخامسة والستين عاماً فما فوق. وتوزع التركيب الجنسي للسكان بنسبة 45.9% ذكور و54.1% إناث.

## أعلام
- إدوارد ك. مان
- كارين جاي وليامز
- سيد سميث
- مونيك كولمان
- شيلتون بنجامين
- بوب كوكر
- شاوني سميث
- جون مايرز فيلدر
- مانيش ديال